# Christiaensen Glacier
Christiaensen är en glaciär i Antarktis. Den ligger i Östantarktis. Norge gör anspråk på området. Christiaensen ligger 1 896 meter över havet.
Terrängen runt Christiaensen är platt åt nordost, men åt sydväst är den kuperad. Trakten är obefolkad. Det finns inga samhällen i närheten. 